# Antigone (film, 1961)
Pour les articles homonymes, voir Antigone.
Pour plus de détails, voir Fiche technique et Distribution.
Antigone (grec moderne : Aντιγόνη) est un film grec réalisé par Yórgos Tzavéllas et sorti en 1961.
Première véritable tentative d'adapter une pièce tragique antique à l'écran, le film fut un échec commercial. Sa mise en scène, inspirée des principes de Max Reinhardt, très prisés alors dans le théâtre grec, donna un aspect outré, déclamatoire et didactique à son film, malgré un montage et une utilisation des décors de qualité.

## Synopsis
Adaptation fidèle de la pièce de Sophocle.

## Fiche technique
- Titre : Antigone
- Titre original : grec moderne : Aντιγόνη
- Réalisation : Yórgos Tzavéllas
- Scénario : Yórgos Tzavéllas d'après Sophocle
- Direction artistique :
- Décors : Giorgos Anemogiannis (el)
- Costumes : Giorgos Anemogiannis et D. Stavropoulo
- Photographie : Dínos Katsourídis
- Son : Thanassis Georgiadis
- Montage : Giorgos Tsaoulis
- Musique : Argyris Kounadis (el)
- Société(s) de production : Norma Films
- Pays d'origine :  Grèce
- Langue : grec
- Format :  Noir et blanc
- Genre : Drame
- Durée : 93 minutes
- Dates de sortie :  22 janvier 1961

## Distribution
- Irène Papas
- Manos Katrakis
- Maro Kondou (el)
- Nikos Kazis (el)
- Ilya Livykou (en)
- Giannis Argyris
- Byron Pallis (el)
- Tzavalás Karoúsos
- Thodoros Moridis (el)
- Giorgos Vlahopoulos
- Yorgos Karetas
- Thanasis Kefalopoulos

## Récompenses
- Semaine du cinéma grec 1961 (Thessalonique) : meilleure actrice, meilleure musique
- Festival de Londres 1961 : meilleure actrice
- Festival de San Francisco 1961 : meilleur acteur
- Participation à la Berlinale 1961